# Nicole McLaughlin
Pour les articles homonymes, voir McLaughlin.
Nicole McLaughlin est une artiste conceptuelle américaine spécialisée dans les objets surcyclés, notamment les vêtements.

## Biographie
Nicole McLaughlin grandit à Verona, dans le New Jersey,. Son père est charpentier, sa mère designer d'intérieur. Elle étudie d'abord à Verona High School (en) puis à l'université de Pennsylvanie à East Stroudsburg (en) où, après s'être orientée en orthophonie, elle se réoriente et obtient finalement un bachelor en photographie et en art numérique. Elle effectue ensuite un stage de graphisme chez Reebok à Boston où elle devient employée,. En parallèle, elle commence à expérimenter en surcyclant des échantillons de produits Reebok jetés et les poste sur Instagram,.
À l'été 2019, elle quitte Boston et s'installe à Brooklyn en tant que designer indépendant et travaille pour différentes marques telles que Puma, Hermès, Arc’teryx ou Prada,,,. En 2020, elle collabore avec les marques californiennes Allbirds (en) et Chinatown Market,,, et Samsonite en 2024. En 2021, son travail est compilé dans un livre préfacé par Pharrell Williams. En mai 2022, elle déménage à Boulder, dans le Colorado, mais garde son studio new-yorkais où elle retourne occasionnellement.
Elle pratique l'escalade depuis 2016, un loisir qui influence son travail. Elle contribue également à des initiatives caritatives.